# 貨物線

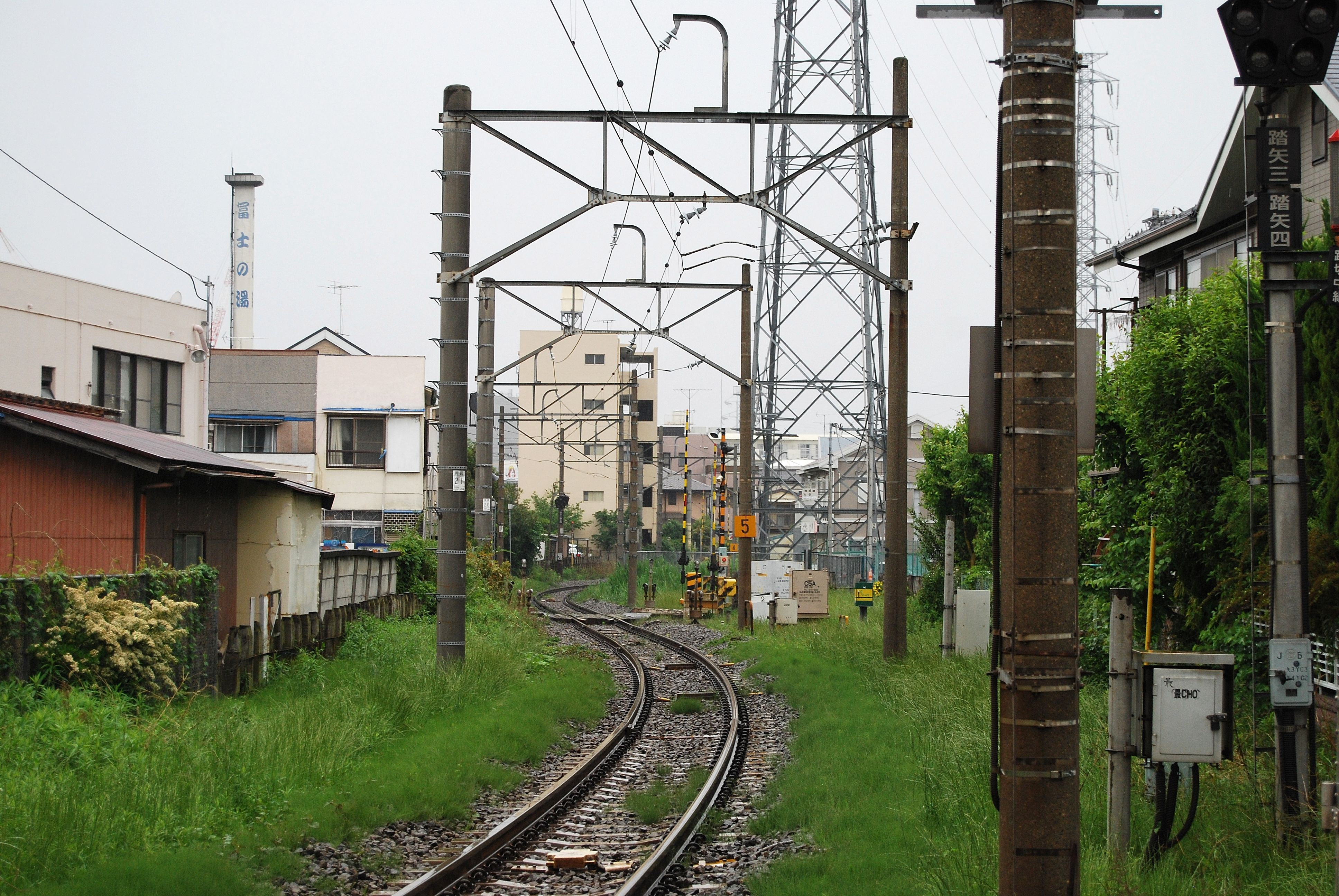
貨物列車専用の尻手短絡線

貨物線（かもつせん）は、鉄道貨物輸送のための貨物列車が主に運行される鉄道路線である。

## 日本における貨物線
日本においては、鉄道路線は一般に旅客列車を中心に運行されることが多いが、創業時の鉄道は一般に貨物輸送が主体であった路線が多い。
特に、臨海鉄道と呼ばれる臨海工業地帯等に敷設する鉄道では、日本国有鉄道（国鉄分割民営化後は日本貨物鉄道〈JR貨物〉）と地方自治体・大口荷主である沿線工場立地企業が合同出資し、旅客列車が運行されず貨物列車のみを運行する路線が多い。
なお、都市部においては一般に旅客列車の本数が多いため、別路線を建設して比較的速度が遅くなる貨物列車をその新路線に移す工事が行われたことがある。この一例として、武蔵野線や京葉線は、貨物列車のバイパス線である東京外環状線の一部として建設された。
また、これ以前には山手線・東海道本線などにおいて旅客列車を運行する線路と分離して複々線化されたことがある。しかし、山手線では埼京線・湘南新宿ライン、東海道本線の場合はSM分離に伴う横須賀線列車の乗り入れなどで、「貨物線」とされる線路にも現在では旅客列車が定期的に運行されることから、あまり意識されていないことが多い。山手線の場合は「急行線」または「列車線」、東海道本線の場合は「緩行線」または「電車線」的役割が強くなっている。
名古屋臨海高速鉄道あおなみ線も、元々は名古屋港西側への貨物支線だったものを地元の要望で旅客化したものである。また、西日本旅客鉄道（JR西日本）のおおさか東線は片町線の貨物支線である城東貨物線を改良し、梅田貨物線の一部を含めた大阪駅 - 久宝寺駅間で旅客営業する鉄道路線で、このうち南側の放出駅から久宝寺駅までが2008年3月15日に、北側の新大阪駅から放出駅までが2019年3月16日に開業、2023年3月18日に大阪駅へ乗り入れた。
貨物線の旅客化（完全転換や日常的な併用）だけでなく、貨物専用線に旅客列車を臨時的に乗り入れさせるツアーも、首都圏で実施されている。
以下ではJR・各私鉄直営の路線について掲載する。なお、これらには貨物列車が主に運行される鉄道路線だけでなく、歴史的経緯から貨物線と呼ばれる路線が含まれている。臨海鉄道・鉱山鉄道・森林鉄道、その他各工場などの専用鉄道は関連項目の各項目を参照。

### 現用路線
廃止されていないが列車の運行が全くなくなった休止路線・区間については#廃止・休止路線の節を参照。
凡例
□印は全線で定期旅客列車が運行されている路線
■印は一部区間で定期旅客列車が運行されている路線
△印は全区間で臨時旅客列車が運行されている路線
▲印は一部区間で臨時旅客列車が運行されている路線
▽印は過去に全区間で旅客列車が運行されていた路線
▼印は過去に一部区間で旅客列車が運行されていた路線
★印は団体列車のみ運行実績あり
【管轄欄】 1種…第1種鉄道事業者 2種…第2種鉄道事業者
北印…北海道旅客鉄道（JR北海道） 東印…東日本旅客鉄道（JR東日本） 海印…東海旅客鉄道（JR東海） 西印…西日本旅客鉄道（JR西日本） 四印…四国旅客鉄道（JR四国） 九印…九州旅客鉄道（JR九州） 貨印…日本貨物鉄道（JR貨物）

#### JRグループ
|      | 路線名 （正式名称） | 路線名 （通称） | 区間                                    | 営業キロ | 管轄 | 管轄 | 電化方式                       | 複線・単線                        | 主な貨物駅・操車場・信号場             | 旅客列車運転区間 | 備考 |
| 一種 | 路線名 （正式名称） | 路線名 （通称） | 区間                                    | 営業キロ | 二種 |      | 電化方式                       | 複線・単線                        | 主な貨物駅・操車場・信号場             | 旅客列車運転区間 | 備考 |
| ---- | ------------------- | --------------- | --------------------------------------- | -------- | ---- | ---- | ------------------------------ | --------------------------------- | -------------------------------------- | ---------------- | --- |
| □    | 函館本線            | 藤城線          | 七飯 ‐ 大沼                             | 13.2km   | 北   | 貨   | 非電化                         | 単線                              |                                        | 全区間           | 2016年3月に北海道新幹線新函館北斗駅が開業したことにより、当区間を通過していた下り特急列車は全て新函館北斗駅経由となった。そのため、現在は下り貨物列車の他には下り普通列車の一部（1日3本）のみとなっている。 |
| ▽    | 海峡線              |                 | 中小国 ‐ 木古内                         | 87.8km   | 北   | 貨   | 交流25000V 50Hz （一部20000V） | 新中小国信号場 - 木古内間複線     |                                        | 〃               | 新中小国信号場 - 木古内間で北海道新幹線と施設を共用。 旅客列車は2016年3月まで運行。それまでは津軽線・江差線・函館本線とともに通称「津軽海峡線」（青森 - 函館）の一部を構成していた。 |
| ▽    | 奥羽本線            | 秋田港線        | 土崎 - 秋田港                           | 1.8km    | 貨   | -    | 非電化                         | 単線                              | 秋田港                                 | 〃               | 秋田博'86開催期間に、臨時旅客列車「アッキー号」が当線を経由して秋田臨海鉄道南線へ運行された。 2017年8月、秋田港に寄港するクルーズ客船の乗客専用として、秋田港駅から秋田駅までの旅客列車が運行された。その際、JR東日本に対し、期間を限定した土崎駅-秋田港駅間の第二種鉄道事業が許可された。 |
| ▽    | 奥羽本線            |                 | 新青森 - 青森信号場                     | 4.8km    | 東   | 貨   | 交流20000V 50Hz                | 〃                                | 滝内信号所                             | 〃               | 第一種鉄道事業者のキロ数設定なし。 2006年3月から2012年3月の間、夜行列車「北斗星」「トワイライトエクスプレス」は青森駅でスイッチバックをせず、この区間を通過していた。 |
|      | 羽越本線            | 酒田港線        | 酒田 - 酒田港                           | 2.7km    | 貨   | -    | 非電化                         | 〃                                | 酒田港                                 |                  | |
|      | 仙石線              |                 | 陸前山下 - 石巻港                       | 1.8km    | 貨   | -    | 〃                             | 〃                                | 石巻港                                 |                  | |
| ▽    | 東北本線            | 宮城野貨物線    | 長町 - 東仙台                           | 6.6km    | 東   | 貨   | 交流20000V 50Hz                | 複線                              | 仙台貨物ターミナル                     | 全区間           | 仙台駅で夜間工事が行われた際（特に東北新幹線工事の行われた1970年代後半が中心）に、旅客列車として仙台駅を臨時に迂回（うかい）する夜行列車が運行された。 |
| ▽    | 信越本線            |                 | 越後石山 - 新潟貨物ターミナル           | 2.4km    | 東   | 貨   | 直流1500V                      | 〃                                | 新潟貨物ターミナル                     | 〃               | 第一種鉄道事業者のキロ数設定なし。 2013年9月、夜行列車「あけぼの」が、羽越本線水原駅付近の安野川橋梁切換工事の関係で、上下とも臨時に信越貨物支線、白新線経由で運転されたことがある。 2018年4月14日、新潟駅付近連続立体交差事業の切り替え工事に伴い、日中全ての白新線上り列車は東新潟駅を停車せず、貨物支線を通過した。 信越本線・信越本線貨物支線・白新線により、デルタ線を形成している。                                                   |
|      | 信越本線            |                 | 上沼垂信号場 - 焼島                     | 2.1km    | 貨   | -    | 非電化                         | 単線                              | 焼島                                   |                  | |
|      | 常磐線              |                 | 三河島 - 南千住                         | 5.7km    | 東   | 貨   | 直流1500V                      | 〃                                | 隅田川                                 |                  | |
| ▽    | 常磐線              |                 | 三河島 - 田端                           | 1.6km    | 東   | 貨   | 〃                             | 複線                              |                                        | 全区間           | 1995年 - 2002年頃まで行楽シーズンに「ホリデー快速ときわ鎌倉」が運行されていた。 |
| △    | 武蔵野線            | 武蔵野貨物線    | 鶴見 - 府中本町                         | 28.8km   | 東   | 貨   | 〃                             | 〃                                | 梶ヶ谷貨物ターミナル                   | 〃               | 「武蔵野貨物線」とも言う。 区間の大半はトンネル。旅客列車は特急「鎌倉」がおおむね通年の土休日に運転されている。 |
| □    | 武蔵野線            | 国立支線        | 国立 - 新小平                           | 5.0km    | 東   | 貨   | 〃                             | 〃                                |                                        | 〃               | 第一種鉄道事業者のキロ数設定なし。 区間の大半はトンネル。定期旅客列車は「むさしの号」のみ。 |
| □    | 武蔵野線            | 大宮支線        | 西浦和 - 与野                           | 4.9km    | 東   | 貨   | 〃                             | 〃                                | 別所信号場                             | 〃               | 定期旅客列車は「むさしの号」「しもうさ号」のみ。 |
| □    | 武蔵野線            | 西浦和支線      | 武蔵浦和 - 別所信号場                   | 1.6km    | 東   | 貨   | 〃                             | 〃                                |                                        | 〃               | キロ数設定なし（キロ数は国鉄時代のデータ）。 定期旅客列車は「しもうさ号」のみ。 |
| ▽    | 武蔵野線            | 北小金支線      | 南流山 - 北小金                         | 2.9km    | 東   | 貨   | 〃                             | 〃                                |                                        | 〃               | 第一種鉄道事業者のキロ数設定なし。 旅客列車はかつて「舞浜・東京ベイエリア号」が臨時列車として運転されていた。 |
| □    | 武蔵野線            | 馬橋支線        | 南流山 - 馬橋                           | 3.7km    | 東   | 貨   | 〃                             | 〃                                |                                        |                  | 第一種鉄道事業者のキロ数設定なし。 |
| □    | 総武本線            | 新金貨物線      | 小岩 - 金町                             | 8.9km    | 東   | 貨   | 〃                             | 〃                                | 新小岩信号場                           |                  | |
|      | 総武本線            | 越中島支線      | 小岩 - 越中島貨物                       | 11.7km   | 東   | 貨   | 非電化                         | 〃                                | 新小岩信号場 越中島貨物                |                  | レール輸送列車のみ運行。 |
| □    | 東北本線            | 東北貨物線      | 田端 - 大宮                             | 23.2km   | 東   | 貨   | 直流1500V                      | 複線                              | 大宮操車場                             | 全区間           | 現在は湘南新宿ラインの列車が主流だが、貨物列車も運行。与野駅 - 大宮操車場 - 大宮駅間は貨物列車の運行頻度が高く、「むさしの号」「しもうさ号」も乗り入れる。 |
| □    | 山手線              | 山手貨物線      | 品川 - 田端                             | 20.6km   | 東   | 貨   | 〃                             | 〃                                |                                        | 〃               | 全区間にわたり山手線に隣接し、複々線を形成している。 現在は貨物列車よりも特急「成田エクスプレス」（品川駅 - 新宿駅）・埼京線（大崎駅 - 池袋駅）・湘南新宿ライン（品川駅 - 田端駅）の旅客列車がメインとなっている。 |
| □    | 東海道本線          | 品鶴線          | 品川 - 鶴見                             | 17.8km   | 東   | 貨   | 〃                             | 〃                                | 新鶴見信号場                           | 〃               | 現在は横須賀線の電車と湘南新宿ラインの列車が主流だが、貨物列車も一部運行。 |
| ▽    | 東海道本線          | 東海道貨物線    | 東京貨物ターミナル - 浜川崎             | 12.9km   | 東   | 貨   | 〃                             | 〃                                | 東京貨物ターミナル・川崎貨物           | 〃               | 旅客列車は1990年代まで運行された「カートレイン」のみの運行だった。 |
| ▽    | 東海道本線          | 高島線          | 鶴見 - 桜木町                           | 8.5km    | 東   | 貨   | 〃                             | 鶴見 - 高島間複線                 | 東高島                                 | 〃               | 旅客列車は過去に臨時急行「横浜ベイエリア号」が運行されたが、2009年7月を最後に運転されていない。 |
| ▽    | 東海道本線          | 東海道貨物線    | 鶴見 - 八丁畷                           | 2.3km    | 東   | 貨   | 〃                             | 複線                              |                                        | 〃               | 旅客列車は1990年代まで運行された「カートレイン」など。 |
| □    | 東海道本線          | 東海道貨物線    | 鶴見 - 東戸塚                           | 16.0km   | 東   | 貨   | 〃                             | 〃                                | 横浜羽沢                               | 〃               | 旅客列車は特急「湘南」（平日のみ）などが運転されている。また、上り「サンライズ瀬戸・出雲」が大幅遅延により品川駅止まりとなった際に、横浜羽沢駅経由に変更されることがある。 鶴見駅 - 横浜羽沢駅構内・羽沢横浜国大駅間は旅客線化され、相鉄線直通列車が運転されている。 |
| □    | 東海道本線          | 東海道貨物線    | 東戸塚 - 小田原                         | 47.2km   | 東   | 貨   | 〃                             | 〃                                | 相模貨物・西相貨物                     | 〃               | 東海道本線の線路別複々線。 旅客列車は特急「湘南」が全線を通過するほか、「サンライズ瀬戸・出雲」も通常上りに限り、小田原駅→茅ケ崎駅間は東海道貨物線を通過する。 |
| ▽    | 南武線              | 尻手短絡線      | 尻手 - 鶴見                             | 5.4km    | 東   | 貨   | 〃                             | 新鶴見信号場-鶴見間複線           | 新鶴見信号場                           | 〃               | 新鶴見信号場 - 鶴見駅間は品鶴線および武蔵野線との重複区間となっている。 尻手駅 - 新鶴見（信）間は、かつて浜松町駅発着の「カートレイン」が走行した。 新鶴見（信）- 鶴見駅間は現在、特急「鎌倉」が通過している。 |
| ▽    | 南武線              | 浜川崎支線      | 八丁畷 - 川崎新町                       | 0.9km    | 東   | 貨   | 〃                             | 複線                              |                                        | 〃               | 旅客列車は過去に「カートレイン」など。 八丁畷駅 - 川崎新町駅間は東海道貨物線用の複線と南武線旅客列車用の単線との三線区間となっている。 川崎新町駅 - 浜川崎駅間は、複線線路を東海道貨物線と南武支線が共用している |
| ■    | 東海道本線          | 稲沢線          | 名古屋 - 稲沢                           | 11.1km   | 海   | 貨   | 直流1500V                      | 複線                              |                                        | 枇杷島 - 稲沢    | 東海道本線の線路別複々線。 JR東海交通事業城北線の枇杷島駅は稲沢線の本線上にある。 2022年3月のダイヤ改正で上り「ホームライナー大垣」2本（平日のみ）が走行を開始した。その他は貨物列車と回送列車のみ走行するが、臨時列車や団体列車走行の実績もある。 ただし中央本線、西名古屋港線発着の貨物列車以外は、名古屋駅 - 枇杷島駅構内渡り線（下り列車）、五条川信号場 - 名古屋駅（上り列車）間は旅客線を走行する。                                   |
| ▽    | 新湊線              |                 | 能町 - 高岡貨物                         | 1.9km    | 貨   | -    | 非電化                         | 単線                              | 高岡貨物                               | 全区間           | 旅客営業は1951年まで運行。 |
|      | 関西本線            |                 | 四日市 - 塩浜                           | 3.3km    | 貨   | -    | 〃                             | 〃                                | 塩浜                                   |                  | |
|      | 関西本線            |                 | 平野 - 百済貨物ターミナル               | 1.4km    | 貨   | -    | 直流1500V                      | 複線                              | 百済貨物ターミナル                     |                  | 2010年、貨物輸送力増強のために城東貨物線正覚寺信号場 - 平野駅間の貨客分離による3線化、平野駅構内の改良が行われた。この際に平野駅 - 百済貨物ターミナル間の配線は複線化されたが、貨物列車は主に従来からある単線を上下線とも走り、追加された線路は百済貨物ターミナルからの引き上げ線に使われている。 |
| ★    | 片町線              | 城東貨物線      | 神崎川信号場 - 吹田貨物ターミナル       | 3.7km    | 西   | 貨   | 〃                             | 単線                              | 吹田貨物ターミナル                     |                  | |
|      | 片町線              | 城東貨物線      | 正覚寺信号場 - 平野                     | 1.5km    | 西   | 貨   | 〃                             | 〃                                |                                        |                  | |
|      | 東海道本線          |                 | 吹田貨物ターミナル - 大阪貨物ターミナル | 8.7km    | 貨   | -    | 〃                             | 〃                                | 吹田貨物ターミナル、大阪貨物ターミナル |                  | |
| ▽    | 東海道本線          | 北方貨物線      | 吹田貨物ターミナル - 尼崎               | 12.2km   | 西   | 貨   | 〃                             | 複線                              | 吹田貨物ターミナル                     | 全区間           | 貨物列車のほか、宮原（操）への回送列車も多数運転。 旅客列車として、大阪駅改良工事に伴い深夜時間帯に大阪駅を迂回（うかい）する寝台特急や、1995年12月から1999年1月まで臨時快速「ウエスト関空」の関西空港発姫路行（梅田貨物線→新大阪駅→吹田信号場で折り返し→北方貨物線というルート。姫路駅発関西空港駅行きは別ルートのため北方貨物線は通過しない）などが運転された。                                                                           |
| □    | 東海道本線          | 梅田貨物線      | 吹田貨物ターミナル - 福島               | 10.0km   | 西   | 貨   | 〃                             | 吹田貨物ターミナル - 大阪駅間複線 | 吹田貨物ターミナル                     | 全区間           | 第一種鉄道事業者のキロ数設定なし。 梅田貨物線を通過する貨物列車は、桜島線の安治川口駅を発着する。 旅客列車は新大阪駅から関西空港・紀勢本線（きのくに線）方面を発着する特急列車と、新大阪駅を経由するおおさか東線の列車である（おおさか東線は大阪 - 久宝寺間の路線として案内される）。初の旅客列車は1988年の「なら・シルクロード博覧会」開催に合わせて運行された新大阪 - 関西本線（大和路線）奈良間の臨時快速で、103系電車での運行であった。 |
| □    | 大阪環状線          | 梅田貨物線      | 福島 - 西九条                           | 2.6km    | 西   | 貨   | 〃                             | 単線                              |                                        | 全区間           | 旅客線が複線、貨物線が単線の3線を形成しているが、貨物線区間を通過する列車は現在、特急「はるか」などの旅客列車が多数になっている。 福島駅に分岐器・ホームはないので、列車は全て東海道線貨物支線から直通する。 |
| ▽    | 鹿児島本線          |                 | 小倉 - 黒崎                             | 13.9km   | 九   | 貨   | 交流20000V 60Hz                | 複線                              |                                        | 全区間           | 海沿い経由の客貨分離の別線、複々線完成前はこちら側が旅客線だった。 なお、黒崎駅-折尾駅間の貨物線は、もともと筑豊本線直通の貨物専用線（複線）として主に運用されていたが、貨物列車の運用はなくなり、現在は福北ゆたか線（単線運用の旅客線。不要となった線路は一部で撤去されている）に利用されている。 |
| ▽    | 鹿児島本線          | 博多臨港線      | 香椎 - 福岡貨物ターミナル               | 3.7km    | 貨   | -    | 〃                             | 単線                              | 千早操車場、福岡貨物ターミナル         | 全区間           | 1989年に、JR九州が一時的に第二種鉄道事業者となり、福岡貨物ターミナルの先の福岡ボート前駅（廃駅）まで臨時旅客列車が運転されたことがある。 |

#### 私鉄・第三セクター
|   | 会社名       | 路線名   | 区間                        | 営業キロ | 電化方式   | 複線・単線 | 主な貨物駅・操車場・信号場   | 旅客列車運転区間    | 備考 |
| - | ------------ | -------- | --------------------------- | -------- | ---------- | ---------- | ---------------------------- | ------------------- | --- |
|   | 秩父鉄道     | 三ヶ尻線 | 武川 - 三ヶ尻               | 7.6km    | 直流1500V  | 単線       | 熊谷貨物（タ）               |                     | 通常の貨物列車のほか東武東上線の甲種輸送列車も運行される。 |
| ▽ | 相模鉄道     | 厚木線   | 相模国分（信） - （JR）厚木 | 2.2km    | 直流1500V  | 単線       |                              | 全区間              | 神中鉄道時代の1941年まではこちらが本線であり旅客列車も運行していた。 1941年に相模国分駅 - 海老名駅間が開業した際に厚木駅 - 相模国分駅間は旅客営業を廃止して貨物線となった。 かつては航空燃料の輸送もあったが、現在は甲種輸送列車のみ運行されている。                    |
| ▽ | 三岐鉄道     | 三岐線   | （JR）富田 - 三岐朝明（信） | 1.0km    | 直流1500V  | 単線       |                              | 全区間              | 1985年までは旅客列車も運行していた。 旅客列車は現在、全て近鉄富田駅 - 三岐朝明信号場間の近鉄連絡線を通り、近鉄富田駅発着となっている。 なお、旅客輸送がなくなった現在でもこちらが三岐線の本線である。                                                                   |
| ▽ | 水島臨海鉄道 | 港東線   | 水島 - 東水島               | 3.6km    | 全線非電化 | 単線       | 東水島駅・倉敷貨物ターミナル | 倉敷市 - 三菱自工前 | 貨物専用線であるため、旅客列車の運行はされていない。 普段は貨物列車のみの運行であるが、水島臨海鉄道のイベントや地域主催イベント・鉄道の日イベント・鉄道愛好者が企画したイベントなどが開催される際には特別列車や団体専用列車などが、貨物列車専用線を走行するときがある。 |
| ▽ | 西濃鉄道     | 市橋線   | 美濃赤坂駅 - 乙女坂駅       | 1.3km    | 全線非電化 | 単線       |                              | 全区間              | 1930年2月に市橋線の美濃赤坂 - 市橋間で、ガソリン動車による旅客営業開始した。1945年4月に旅客営業を終了し、貨物専用線となった。 |

### 廃止・休止路線
貨物線の休廃止は数が膨大なため、主なものを掲載（Wikipedia日本語版に掲載されている路線が中心）。
凡例
？印…詳細不明
【旅客欄】
▽印…全区間で旅客列車の運行があった路線
▼印…一部区間で旅客列車の運行があった路線（いずれも団体列車は除く）
無印…団体列車を除き旅客列車の運行実績はなし。
【休廃止欄】
◇印…休止路線
無印…廃止路線
【管轄欄】 1種…第1種鉄道事業者 2種…第2種鉄道事業者
国印…日本国有鉄道（国鉄） 北印…北海道旅客鉄道（JR北海道） 東印…東日本旅客鉄道（JR東日本） 海印…東海旅客鉄道（JR東海） 西印…西日本旅客鉄道（JR西日本） 四印…四国旅客鉄道（JR四国） 九印…九州旅客鉄道（JR九州） 貨印…日本貨物鉄道（JR貨物）

#### 国鉄・JRグループ
| 旅客 | 休廃止 | 管轄 | 管轄 | 路線名 （正式名称） | 路線名 （通称）          | 区間                                      | 電化方式  | 複線・単線 | 全線廃止 （休止） | 備考 |
| 旅客 | 休廃止 | 1種  | 2種  | 路線名 （正式名称） | 路線名 （通称）          | 区間                                      | 電化方式  | 複線・単線 | 全線廃止 （休止） | 備考 |
| ---- | ------ | ---- | ---- | ------------------- | ------------------------ | ----------------------------------------- | --------- | ---------- | ----------------- | --- |
| ▽    |        | 国   |      | 手宮線              |                          | 南小樽 - 手宮（貨）                       | 非電化    | 単線       | 1985年            | 旅客営業は1962年廃止。 |
|      |        | 国   |      | 函館本線貨物支線    | 札幌市場線               | 桑園 - 札幌市場(貨)                       | 〃        | 〃         | 1978年            | |
|      |        | 国   |      | 〃                  | 貨物支線                 | 小樽築港 - 浜小樽（貨）                   | 〃        | 〃         | 1984年            | |
|      |        | 国   |      | 〃                  | 〃                       | 白石 - 東札幌                             | 〃        | 〃         | 1986年            | 東札幌は千歳線、定山渓鉄道との接続駅だった。 |
|      |        | 国   |      | 〃                  | 〃                       | 東札幌 - 月寒                             | 〃        | 〃         | 1976年            | 1973年千歳線から編入。 |
|      |        | 国   |      | 〃                  | 〃                       | 近文 - 旭川大町（貨）                     | 〃        | 〃         | 1978年            | |
| ▽    |        | 国   |      | 〃                  | 南美唄支線               | 美唄 - 南美唄（貨）                       | 〃        | 〃         | 1973年            | 旅客営業は1971年廃止。 |
|      |        | 国   |      | 室蘭本線貨物支線    | 貨物支線                 | 室蘭 - 西室蘭（貨）                       | 〃        | 〃         | 1985年            | |
|      |        | 貨   |      | 根室本線貨物支線    | 貨物線                   | 釧路 - 浜釧路（貨）                       | 〃        | 〃         | 1989年            | |
|      |        | 国   |      | 〃                  | 天寧貨物線               | 東釧路 - 天寧（貨）                       | 〃        | 〃         | 1984年            | |
|      |        | 国   |      | 〃                  | 貨物線                   | 厚岸 - 浜厚岸（貨）                       | 〃        | 〃         | 1982年            | |
|      |        | 国   |      | 〃                  | 〃                       | 根室 - 根室港（貨）                       | 〃        | 〃         | 1965年            | |
| ▽    |        | 北   | 貨   | 幌内線貨物支線      | 貨物支線                 | 三笠 - 幌内                               | 〃        | 〃         | 1987年            | 旅客営業は1972年廃止。（JR移行時に第1種鉄道事業はJR北海道に継承されたが、旅客列車の設定はされなかった） |
| ▽    |        | 国   |      | 八戸線貨物支線      |                          | 本八戸 - 湊（貨）                         | 〃        | 〃         | 1985年            | 旅客営業は1974年廃止。 |
|      |        | 国   |      | 東北本線貨物支線    | 貨物支線                 | 浪打 - 堤川                               | 〃        | 〃         | 1946年            | |
|      |        | 国   |      | 〃                  | 仙台市場線               | 宮城野 - 仙台市場（貨）                   | 〃        | 〃         | 1974年            | |
|      |        | 国   |      | 気仙沼線貨物支線    |                          | 南気仙沼 - 気仙沼港（貨）                 | 〃        | 〃         | 1979年            | |
| ▽    |        | 貨   |      | 塩釜線              |                          | 陸前山王 - 塩釜埠頭                       | 〃        | 〃         | 1997年            | 旅客営業は1956年廃止。 |
|      |        | 国   |      | 〃                  |                          | 塩釜港 - 塩釜魚市場                       | 〃        | 〃         | 1978年            | |
|      |        | 国   |      | 石巻線              |                          | 女川 - 女川港（貨）                       | 〃        | 〃         | 1980年            | |
|      |        | 国   |      | 信越本線貨物支線    | 万代貨物線               | 新潟 - 万代（貨）                         | 〃        | 〃         | 1965年            | |
| ▽    |        | 国   |      | 〃                  | 貨物支線                 | 沼垂（貨） - 新潟港（貨）                 | 〃        | 〃         | 1986年            | 旅客列車はボートトレインが乗り入れ。戦争激化のため休止。 |
| ▽    |        | 貨   |      | 〃                  | 沼垂貨物線               | 上沼垂（信） - 沼垂（貨）                 | 〃        | 〃         | 2010年            | 旅客列車は1958年（昭和33年）まで運行。 |
|      | ◇      | 貨   |      | 〃                  | 焼島貨物線               | 焼島（貨） - 東新潟港（貨）               | 〃        | 〃         | 2002年            | |
|      |        | 国   |      | 〃                  | 貨物支線                 | 直江津 - 直江津港（貨）                   | 〃        | 〃         | 1959年            | |
|      |        | 国   |      | 東北本線貨物支線    | 須賀貨物線               | 王子 - 須賀（貨）                         | 〃        | 〃         | 1971年            | |
|      |        | 貨   |      | 〃                  | 北王子線                 | 田端操車場 - 北王子（貨）                 | 〃        | 〃         | 2014年            | |
|      |        | 国   |      | 総武本線貨物支線    | 貨物支線                 | 銚子 - 新生（貨）                         | 〃        | 〃         | 1978年            | |
|      |        | 国   |      | 武蔵野線貨物支線    | 下河原線                 | 北府中 - 下河原（貨）                     | 直流1500V | 〃         | 1976年            | 1973年に中央本線から編入。 |
|      |        | 国   |      | 青梅線貨物支線      | 貨物支線                 | 立川 - 上古新田荷扱所                     | 非電化    | 〃         | 1935年            | |
|      |        | 国   |      | 〃                  | 〃                       | 福生 - 福生河原（貨）                     | 〃        | 〃         | 1959年            | |
|      |        | 国   |      | 五日市線貨物支線    | 貨物支線                 | 武蔵田中（旧線） - 拝島多摩川（貨）       | 非電化    | 〃         | 1944年            | |
| ▽    | ◇      | 東   | 貨   | 東海道本線貨物支線  | 東海道貨物線（大汐線）   | 浜松町 - 東京貨物（タ）                   | 〃        | 〃         | 1998年            | 旅客列車は浜松町発着の「カートレイン」のみ運行。田町駅付近 - 東京貨物（タ）駅間は羽田空港アクセス線として活用予定。 |
|      |        | 東   | 貨   | 〃                  | 〃                       | 品川 - 浜松町                             | 〃        | 〃         | 1996年            | |
| ▽    |        | 国   |      | 〃                  | 〃                       | 品川 - 汐留（貨） - 東京貨物（タ）        | 〃        | 〃         | 1986年            | 品川 - 汐留間は日本の鉄道発祥の区間。旅客営業は1914年に一旦廃止、その後1985年から「カートレイン」のみであるが汐留駅廃止まで営業していた。 |
|      |        | 国   |      | 〃                  | 東京市場線               | 汐留（貨） - 東京市場（貨）               | 非電化    | 単線       | 1984年            | |
|      |        | 国   |      | 〃                  | 芝浦線（芝浦臨港線）     | 汐留（貨） - 芝浦（貨）                   | 〃        | 〃         | 1985年            | |
|      |        | 国   |      | 〃                  | 貨物支線                 | 川崎 - 小田（操） - 浜川崎                | ？        | ？         | 1973年            | |
|      |        | 国   |      | 〃                  | 〃                       | 東神奈川 - 海神奈川（貨）                 | 非電化    | 単線       | 1959年            | |
|      |        | 国   |      | 南武線貨物支線      | 貨物支線                 | 向河原 - 新鶴見（操）                     | 〃        | 〃         | 1973年            | |
|      |        | 国   |      | 〃                  | 〃                       | 矢向 - 川崎河岸（貨）                     | 非電化    | 単線       | 1972年            | |
|      |        | 国   |      | 鶴見線貨物支線      | 貨物支線                 | 浅野 - 鶴見川口（貨）                     | 非電化    | 〃         | 1982年            | |
|      |        | 国   |      | 〃                  | 〃                       | 安善 - 浜安善（貨）                       | 〃        | 〃         | 1986年            | 安善駅の構内側線として現存。 |
|      | ◇      | 貨   |      | 東海道本線貨物支線  | 高島線（新興線）         | 入江（信） - 新興（貨）                   | 〃        | 〃         | 2002年            | |
|      |        | 国   |      | 〃                  | 高島線（瑞穂線）         | 東高島（貨） - 瑞穂（貨）                 | 〃        | 〃         | 1958年            | 旧千若（信）経由 |
|      |        | 国   |      | 〃                  | 高島線（横浜市場線）     | 東高島（貨） - 横浜市場（貨）             | 〃        | 〃         | 1982年            | 旧千若（信）経由 |
|      |        | 国   |      | 〃                  | 高島線（表高島線）       | 高島（貨） - 表高島（貨）                 | 〃        | 〃         | 1982年            | |
|      |        | 国   |      | 〃                  | 高島線（横浜臨港線）     | 高島（貨） - 東横浜（貨） - 横浜港（貨）  | 〃        | 〃         | 1987年            | |
|      |        | 国   |      | 〃                  | 高島線（山下埠頭線）     | 横浜港 - 山下埠頭（貨）                   | 〃        | 〃         | 1987年            | |
|      |        | 国   |      | 〃                  | 高島線（東高島線）       | 東神奈川 - 東高島（貨）                   | 〃        | 〃         | 1959年            | |
|      |        | 国   |      | 〃                  | 高島線（保土ケ谷線）     | 高島（貨） - 保土ケ谷                     | ？        | 〃         | 1929年            | |
|      |        | 国   |      | 東海道本線貨物支線  | 貨物支線                 | 平塚 - 平塚支線（貨）                     | 〃        | 〃         | 1924年            | |
|      |        | 国   |      | 〃                  | 沼津港線（蛇松線）       | 沼津 - 沼津港                             | 〃        | 〃         | 1974年            | |
|      |        | 国   |      | 〃                  | 古渡線                   | 熱田 - 千種                               | 〃        | 〃         | 1930年            | 古渡（信）経由 |
|      |        | 国   |      | 〃                  | 名古屋港線（東臨港線）   | 名古屋港（貨） - 堀川口（貨）             | 非電化    | 単線       | 1980年            | |
|      |        | 国   |      | 〃                  | 名古屋港線（白鳥線）     | 八幡（信） - 白鳥（貨）・名古屋市場（貨） | 〃        | 〃         | 1982年            | 名古屋市場駅は1978年廃止。 |
| ▽    |        | 貨   |      | 〃                  | 名古屋港線（東臨港線）   | 山王信号場 - 八幡（信） - 名古屋港        | 〃        | 〃         | 2024年            | 末期は週に3往復、レール輸送列車のみ運行されていた。 旅客列車は1987年から1994年にかけ、ナゴヤ球場でのプロ野球開催時のみ、JR東海の列車がナゴヤ球場正門前駅まで運行されていたが、運行終了とともにJR東海の第二種鉄道事業も廃止。なお、第二次世界大戦前には名古屋港まで旅客列車が運行されていたこともある。 |
|      |        | 国   |      | 関西本線貨物支線    | 貨物支線                 | 四日市 - 四日市港（貨）                   | 〃        | 〃         | 1985年            | 四日市駅の構内側線として現存。 |
|      |        | 国   |      | 北陸本線貨物支線    | 貨物支線                 | 東富山・富山（操） - 蓮町                 | 〃        | 〃         | 1986年            | 東富山 - 富山（操）は北陸本線（本線）との重複区間。 |
| ▽    |        | 貨   |      | 新湊線              |                          | 高岡（貨） - 新湊（貨）                   | 〃        | 〃         | 2002年            | 旅客列車は1951年まで運行。路線の廃止ではなく、駅移転の扱い。 |
|      |        | 国   |      | 七尾線貨物支線      | 七尾港線                 | 七尾 - 七尾港（貨）                       | 〃        | 〃         | 1984年            | |
|      |        | 国   |      | 北陸本線貨物支線    | 敦賀港線                 | 敦賀港（貨） - 敦賀新港（貨）             | 〃        | 〃         | 1986年            | |
| ▽    |        | 国   |      | 舞鶴線貨物支線      | 舞鶴港線（海舞鶴線）     | 西舞鶴 - 舞鶴港（貨）                     | 〃        | 〃         | 1985年            | 大正時代に一時期旅客列車を運転。 |
|      |        | 国   |      | 〃                  | 貨物支線                 | 東舞鶴 - 東舞鶴港（貨）                   | 〃        | 〃         | 1941年            | |
|      |        | 国   |      | 東海道本線貨物支線  | 浜大津線                 | 膳所 - 浜大津（貨）                       | 〃        | 〃         | 1969年            | 1913年の大津線旅客営業廃止により編入。京阪石山坂本線と共用（三線軌条）。 |
|      |        | 国   |      | 〃                  | 京都市場線               | 梅小路 - 京都市場（貨）                   | 〃        | 〃         | 1984年            | |
| ▽    |        | 西   |      | 〃                  | 山陰連絡線（梅小路支線） | 丹波口 - 京都（貨）                       | 直流1500V | 〃         | 2016年            | 旅客列車は「ホリデー号」など臨時列車のみ。 |
|      |        | 国   |      | 片町線貨物支線      | 淀川貨物線               | 巽（信）・鴫野 - 淀川（貨）               | 〃        | 〃         | 1982年            | 淀川電車区の出入庫のため、路線自体は1985年まで存続。 |
|      |        | 国   |      | 〃                  | 〃                       | 京橋 - 淀川（貨）                         | 〃        | 〃         | 1961年            | 淀川電車区の出入庫のため、路線自体は1985年まで存続。 |
|      |        | 国   |      | 梅田貨物線          | 梅田コンテナターミナル線 | 梅田（貨） - 梅田南（貨）                 | 非電化    | 〃         | 1982年            | |
|      |        | 国   |      | 桜島線貨物支線      | 北港貨物線               | 安治川口 - 大阪北港（貨）                 | 〃        | 〃         | 1986年            | |
|      |        | 国   |      | 〃                  | 桜島埠頭線               | 桜島（旧） - 桜島埠頭（貨）               | 〃        | 〃         | 1986年            | 関西フレートサービス（株）に運行委託。 |
|      |        | 国   |      | 大阪環状線貨物支線  | 大阪市場線               | 野田 - 大阪市場（貨）                     | 〃        | 〃         | 1985年            | 1984年より野田駅の構内側線扱い。 |
|      |        | 国   |      | 〃                  | 大阪臨港線（浪速貨物線） | 境川（信） - 浪速（貨）・大阪港（貨）     | 〃        | 〃         | 2006年            | 浪速（貨） - 大阪港（貨）方面は1986年廃止。2004年全線休止。浪速駅以遠については浪速鉄道産業（株）に運行委託。 |
|      |        | 国   |      | 〃                  | 東港貨物線               | 浪速（貨） - 大阪東港（貨）               | 〃        | 〃         | 1986年            | 浪速鉄道産業（株）に運行委託。 |
|      |        | 国   |      | 関西本線貨物支線    | 貨物支線                 | 百済（貨） - 百済市場（貨）               | 〃        | 〃         | 1984年            | |
| ▽    |        | 西   | 貨   | 〃                  | 阪和貨物線               | 竜華（操） - 杉本町                       | 直流1500V | 〃         | 2009年            | 旅客列車は臨時列車のみ運転。末期は錆取り列車のみ運転。 |
|      |        | 国   |      | 和歌山線貨物支線    | 川端貨物線               | 大和二見 - 川端（貨）                     | 非電化    | 〃         | 1982年            | |
|      |        | 国   |      | 紀勢本線貨物支線    | 貨物支線                 | 新宮 - 熊野地（貨）                       | 〃        | 〃         | 1982年            | |
|      |        | 国   |      | 〃                  | 〃                       | 紀伊由良 - 由良内（貨）                   | 〃        | 〃         | 1968年            | |
|      |        | 国   |      | 東海道本線貨物支線  | 尼崎市場線               | 尼崎 - 尼崎市場（貨）                     | 〃        | 〃         | 1980年            | |
| ▽    |        | 国   |      | 福知山線貨物支線    | 尼崎港線                 | 尼崎 - 尼崎港（貨）                       | 〃        | 〃         | 1984年            | 1981年までは旅客列車を運行。旅客廃止後、貨物線に格下げ。尼崎駅起点だが実質は塚口駅より分岐。 |
| ▽    |        | 貨   |      | 東海道本線貨物支線  | 神戸臨港線               | 東灘（信） - 神戸港（貨）                 | 直流1500V | 〃         | 2003年            | 旅客列車は1940年まで運行（ポートトレインのみ）。 |
|      |        | 国   |      | 〃                  | 〃                       | 神戸港（貨） - 摩耶埠頭（貨）             | 非電化    | 〃         | 1986年            | 灘浜埠頭（信）経由（場内でスイッチバック）。 |
|      |        | 国   |      | 〃                  | 湊川貨物線               | 神戸港（貨） - 湊川（貨）                 | 〃        | 〃         | 1985年            | 1988年頃まで高浜埠頭まで専用線として存続。 |
|      |        | 国   |      | 山陽本線貨物支線    | 兵庫臨港線               | 兵庫 - 新川（貨）・神戸市場（貨）         | 〃        | 〃         | 1984年            | |
|      |        | 国   |      | 〃                  | 〃                       | 新川（貨） - 兵庫港（貨）                 | 〃        | 〃         | 1984年            | |
| ▽    |        | 国   |      | 高砂線貨物支線      |                          | 高砂 - 高砂港（貨）                       | 〃        | 〃         | 1984年            | 旅客営業は1921年まで、以後1985年の高砂線廃止まで旅客営業は高砂駅まで。 |
|      |        | 国   |      | 山陽本線貨物支線    | 貨物支線                 | 姫路 - 姫路市場（貨）                     | 〃        | 〃         | 1979年            | |
|      |        | 国   |      | 山陰本線貨物支線    | 貨物支線                 | 東松江 - 馬潟港（貨）                     | 〃        | 〃         | 1975年            | |
|      |        | 国   |      | 〃                  | 浜田港線                 | 西浜田 - 浜田港（貨）                     | 〃        | 〃         | 1982年            | |
|      |        | 国   |      | 山陽本線貨物支線    | 貨物支線                 | 下関 - 下関港（貨）                       | 〃        | 〃         | 1942年            | |
|      |        | 貨   |      | 鹿児島本線貨物支線  | 貨物支線                 | 門司港 - 外浜（貨）                       | 〃        | 〃         | 2008年            | 2009年に平成筑豊鉄道門司港レトロ観光線として復活（旅客営業のみ）。 |
|      | ◇      | 貨   |      | 鹿児島本線貨物支線  | 鹿児島港線               | 鹿児島 - 鹿児島港（貨）                   | 〃        | 〃         | 1984年            | |
|      | ◇      | 貨   |      | 日豊本線貨物支線    | 苅田港線                 | 小波瀬西工大前 - 苅田港（貨）             | 〃        | 〃         | 2005年            | |
|      |        | 国   |      | 〃                  | 大分港臨港線             | 西大分 - 大分港（貨）                     | 〃        | 〃         | 1984年            | |
|      |        | 国   |      | 志布志線貨物支線    | 貨物支線                 | 油津 - 元油津（貨）                       | 〃        | 〃         | 1960年            | |

## 大陸における貨物線

### 中欧班列
ユーラシア大陸では2011年に重慶とドイツ・デュースブルク間で貨物鉄道「中欧班列」の運行が開始された。
中欧班列の運行本数は開設当初は年間17本だったが、2018年には6,300本となっており、成都や西安、鄭州、武漢などにもルートを拡大している。
中欧班列の主な所要日数は、東莞-ハンブルク間で20日、瀋陽-ハンブルク間で19日、西安-ハンブルク間で18日、蘇州-ハンブルク間で16日、武漢-ハンブルク間で15日となっている。

### 国際陸海貿易新通道
国際陸海貿易新通道（CCI-ILSTC）は中国とシンガポールが締結した新たな陸海複合輸送ルートで、中国の重慶市から広西チワン族自治区の欽州港まで鉄道輸送し、欽州港から東南アジアへ海上輸送するものである。重慶市と欽州港の鉄道貨物線の定期運行は2017年12月に開始された。欽州港を起点とする貨物鉄道の定期便の所要日数は、欽州-重慶間が2日、欽州-成都間が3日、欽州-昆明間が27時間である。
広西チワン族自治区の南寧市では2017年9月に中国・シンガポール南寧国際物流団地（CSILP）の開発が正式決定され、CSILPは南寧国際空港から20km、南寧南駅（貨物専用駅）や南寧駅（乗客専用駅）から10-15km圏内に位置する。